# Frederick William Seward
Frederick William Seward (8 juillet 1830 – 25 avril 1915) est un homme politique américain, républicain, qui était United States Assistant Secretary of State lors de la Guerre de Sécession, au sein de l'administration d'Abraham Lincoln puis celle d'Andrew Johnson lors de la Reconstruction et encore pendant deux ans lors du mandat de Rutherford B. Hayes.

## Source
- Seward, Frederick William in John E. Findling, Dictionary of American diplomatic history, Westport, Conn. : Greenwood Press, 1980.  (ISBN 9780313220395)